# Lifetime Respect
「Lifetime Respect」（ライフタイム・リスペクト）は、日本のレゲエミュージシャン、三木道三の21枚目のシングル。2001年5月23日発売。発売元は徳間ジャパンコミュニケーションズ。なお、本稿では他のミュージシャンによるカバーについても述べる。

## 解説
発売時点でレゲエミュージシャンとして長いキャリアを持っていた三木道三だったが、それまで一般的な知名度は低く、音楽チャートでも上位にランクインすることはなかったが、本作が突如ヒットしたことにより、一気に第一線にその名を知らしめる事となった。
当時、日本のレゲエシーンはまだ一般的に認知されておらず、レゲエを取り入れた邦楽のヒット曲は、1997年に織田裕二が発売した「Love Somebody」がある程度だったが、若者を中心に反響を呼び、有線チャートで急上昇を見せる。発売週のオリコンチャートでも自己最高位となる23位を記録。この時点でまだ人気に火が付き始めた頃だったが、その後1ヶ月で急激なジャンプアップを見せ、発売第3週で同チャート初のトップ10入り、発売5週目で自身初であり、レゲエDJとしても初のオリコンシングルチャート1位を獲得した。
本作発売時には既に7月発売の同名アルバムへの収録が決定しており、アルバム発売と同時にチャートから降下し、それほどロングヒットとはならなかったものの、累計売上は約90万枚まで伸び、同年のヒット作となった。アルバムも本作同様ヒットし、オリコンアルバムチャートで最高位2位を記録した。
歌詞に「Sex」という単語があることから、テレビでの放送ではその部分が自粛されることがあった。
発売年には『ミュージックステーション』で披露している。上記のヒットもあり『NHK紅白歌合戦』への出演オファーもあったというが、自身のバックバンドに予定が入ったことなどを理由に辞退したことを後に本人が回想している。
レイザーラモンRGがハッスル（プロレス）時代に入場テーマ曲として使用しており、「あるあるをやる前はこれだった」と語っている。
2024年、『THE FIRST TAKE』での歌唱映像が公開された。

## 収録曲
全作詞・作曲：三木道三
1. Lifetime Respect
2. 明日の風
3. Lifetime Respect Instrumental
4. 明日の風 Instrumental

## 他のミュージシャンのアルバムへの収録
2007年6月13日に発売されたDJ MASTERKEYのアルバム『FROM THE STREETS Vol.2』にLifetime Respectと明日の風が収録されている。

## カバー

### 解説
オリジナル発売から6年3か月後の2007年8月8日に、RSPによって「Lifetime Respect -女編-」というタイトルでカバーされ発売された。
三木道三へのアンサーソングという位置づけで、三木の歌唱も作品内の一部分で取り入れられている。
オリコンチャート4位を獲得した。

### 収録曲
1. Lifetime Respect -女編-
2. 夏オンナ
3. Lifetime Respect -女編- (instrumental)